# Acronicta emaculata
Acronicta emaculata är en fjärilsart som beskrevs av Smith 1897. Acronicta emaculata ingår i släktet Acronicta och familjen nattflyn. Inga underarter finns listade i Catalogue of Life.